# Christian II de Saxe
Pour les articles homonymes, voir Christian II.
Christian II, né à Dresde le 23 septembre 1583 et mort dans la même ville le 23 juin 1611, est électeur de Saxe, comte palatin de Saxe et margrave de Misnie de 1591 à sa mort.

## Biographie
Fils de l'électeur Christian Ier de Saxe et de Sophie de Brandebourg, Christian II épouse le 12 septembre 1602 Hedwige de Danemark (1581-1641), fille du roi de Danemark et de Norvège Frédéric II et de Sophie de Mecklembourg-Güstrow.
À la mort de son père, en 1591, Christian II n'a que huit ans. Son lointain cousin, le duc Frédéric-Guillaume de Saxe-Altenbourg, est désigné régent et gouverne en son nom et celui de ses deux frères Auguste et Jean-Georges jusqu'à sa mort, en 1602. Christian II prend ensuite la direction de l'électorat.
N'ayant pas eu d'enfants, son frère Jean-Georges lui succède à sa mort.